# Lords of Chaos (libro)
Lords of Chaos: La storia insanguinata del metal satanico (Lords of Chaos: The Bloody Rise of the Satanic Metal Underground) è un libro del 1998 scritto dal giornalista statunitense Michael Moynihan e dallo scrittore norvegese Didrik Søderlind. Si tratta di un saggio sulla scena black metal norvegese, con particolare attenzione riservata agli atti criminosi commessi dai membri della stessa, come i roghi di chiese, i suicidi e gli omicidi avvenuti in Norvegia nei primi anni novanta. Dal libro è stato tratto il film Lords of Chaos, diretto da Jonas Åkerlund e distribuito nel 2018. Il libro è stato fatto oggetto di polemiche a causa delle presunte vedute politiche di destra dell'autore Michael Moynihan,
sebbene egli abbia negato qualsiasi addebito.

## Pubblicazione
Lords of Chaos fu originariamente pubblicato dalla Feral House nel 1998 (ISBN 0-922915-48-2). Una seconda, edizione rivista ed ampliata di circa cinquanta pagine, venne pubblicata nel 2003 (ISBN 0-922915-94-6). L'edizione tedesca è uscita nel 2002 con una seconda edizione rivista nel 2005 (ISBN 3-936878-00-5). In Italia il libro è stato pubblicato nel 2011 dalla casa editrice Tsunami edizioni, con una seconda edizione nel 2015 (ISBN 978-88-96131-22-0).

## Descrizione
Il saggio è incentrato sull'ambiente gravitante attorno alla scena inerente al sottogenere della musica heavy metal detto "black metal" in Norvegia nel periodo tra il 1990 e il 1993. I primi capitoli descrivono le radici e i gruppi antesignani ispiratori del genere, citando Black Sabbath, Coven, Black Widow e band proto-black metal quali Bathory, Mercyful Fate, Celtic Frost, Sarcófago, Hellhammer e Venom, fino ad arrivare alla prima band black metal norvegese, i Mayhem.
Quindi il libro passa ad esaminare in dettaglio il suicidio del cantante dei Mayhem Per Yngve "Dead" Ohlin, avvenuto nell'aprile 1991, e la formazione di una frangia criminale "radicalizzata" della scena black metal detta "Inner Circle" e guidata dal chitarrista dei Mayhem Øystein "Euronymous" Aarseth, con sede nel suo piccolo negozio di dischi a Oslo, l'Helvete ("Inferno" in lingua norvegese).
Nel biennio 1992 e 1993, membri del gruppo restarono coinvolti in alcuni fatti di cronaca nera, a partire dall'incendio doloso della chiesa medievale Stavkirke di Fantoft il 6 giugno 1992, l'omicidio di un omosessuale, e le minacce contro alcuni membri di gruppi musicali giudicati incoerenti o eccessivamente commerciali, come Therion, Deicide e Paradise Lost.
Un'intervista in un quotidiano norvegese di Bergen rilasciata, in forma anonima, dal fondatore del progetto Burzum Varg "Count Grishnackh" Vikernes, anch'esso membro dell'Inner Circle dell'Helvete, portò a un forte sdegno da parte dei media che condannarono i roghi come atti di Satanismo. Il 21 agosto 1992, Bård "Faust" Eithun batterista della band Emperor uccise un omosessuale che lo aveva adescato in un parco di Lillehammer. Fu successivamente incarcerato per il delitto e condannato a scontare una pena di 14 anni in prigione (poi ridotti a 9 per buona condotta, e uscì nel 2003). Il 10 agosto 1993, Aarseth fu ucciso da Vikernes, che fu condannato a 21 anni di carcere.
Il libro menziona anche altri casi di "omicidi satanici", come quello di Sandro Beyer da parte dei membri del gruppo black metal nazionalsocialista tedesco Absurd, e quello perpetrato da Caleb Fairley negli Stati Uniti ai danni di due donne. Inoltre sono dedicate molte pagine al caso dell'organizzazione criminale "Lords of Chaos", autrice di omicidi e roghi a Fort Myers, Florida, nell'aprile 1996, ma non viene fatta menzione del perché sia proprio stato scelto il titolo Lords of Chaos per il libro.
Largo spazio è dato alle interviste dal carcere rilasciate da Varg Vikernes, che ha così modo di illustrare il suo punto di vista sui fatti e le sue controverse credenze politiche. Sul sito Burzum.org Vikernes ha scritto di non voler più utilizzare il termine "Nazi" per descrivere se stesso; tuttavia, la dichiarazione è stata giudicata ambigua.
Altre interviste incluse nel libro sono quelle ad Anton LaVey, fondatore della Chiesa di Satana, a Tomas "Samoth" Haugen degli Emperor, e a Dani Filth dei Cradle of Filth. Filth afferma di essere a conoscenza dell'esistenza di una "Gestapo satanica", quando racconta l'episodio che lo vide protagonista sul palco durante un concerto in Germania, dove fu aggredito con un coltello da uno spettatore.

## Critica
L'accoglienza critica a Lords of Chaos è stata controversa, molti critici hanno elogiato il libro per essere una preziosa fonte di informazioni circa una sottocultura giovanile relativamente oscura, e il saggio si è aggiudicato nel 1998 il premio Firecracker Alternative Press Award. La pubblicazione è stata invece criticata per una mancanza di distacco professionale dalla materia trattata in esame. Nello specifico, la rivista online tedesca Telepolis ebbe da ridire circa la neutralità di Moynihan verso le ideologie illustrate nel libro, perché aveva dato molto spazio a dichiarazioni ed affermazioni razziste di estrema destra da parte di intervistati come Vikernes, lasciate senza commento o biasimo di alcun tipo.
Un recensore del giornale tedesco di sinistra Die Tageszeitung, sebbene disapprovi i lauti guadagni di Moynihan ricavati dalle royalties provenienti dalle vendite di Lords of Chaos, definì il saggio "uno dei romanzi non di finzione più avvincenti dai tempi del Vecchio Testamento".
Il giornalista Kevin Coogan scrisse un articolo dal titolo How Black Is Black Metal? nel quale discusse alcune delle dichiarazioni ideologiche presenti in Lords of Chaos e delle implicazioni connesse.
Varg Vikernes è stato molto critico nei confronti del libro; affermando che gli autori di Lords of Chaos "non hanno nessuna conoscenza approfondita o nemmeno superficiale della materia trattata" e "non hanno capito nulla di cosa era il Black Metal nel periodo 1991-1992". Vikernes concluse dichiarando di ritenere gli autori responsabili di "avere riempito di bugie le menti di una generazione di appassionati di heavy metal".

## Adattamento cinematografico
Nel 2018 è stata distribuita la pellicola Lords of Chaos diretta da Jonas Åkerlund, presentata in anteprima al Sundance Film Festival il 23 gennaio 2018, a Park City, Utah. Il film vede Rory Culkin e Emory Cohen nei ruoli di Euronymous e Varg Vikernes rispettivamente. Jack Kilmer nella parte di Dead. Anthony De La Torre e Jonathan Barnwell sono Hellhammer e Necrobutcher dei Mayhem. Il cast include anche Sky Ferreira, Valter Skarsgård e Lucian Charles Collier.